# Siegfried Jacobsohn
Siegfried Jacobsohn (né le 28 janvier 1881 à Berlin - 3 décembre 1926 à Berlin) est un journaliste et critique de théâtre allemand.
Sa revue Die Weltbühne passait pour être un forum pacifiste de la gauche. De nombreuses personnes y ont contribué comme Kurt Tucholsky, Kurt Hiller, Alfons Goldschmidt (de), Hans Reimann, Otto Lehmann-Rußbüldt, Heinrich Ströbel, Adolf Behne, Walter Mehring, Richard Lewinsohn, Friedrich Sieburg ou Carl von Ossietzky.

## Biographie
Dès l'âge de 15 ans, ce rejeton d'une famille juive se sentit une vocation de critique de théâtre. Il interrompit ses études secondaires sans prévenir un jour d’octobre 1897 et s'inscrivit à l'université Frédéric-Guillaume de Berlin sans le baccalauréat, ce qui était encore possible à l'époque. Là, il put suivre les cours d'Erich Schmidt, Ulrich von Wilamowitz-Moellendorff et Max Herrmann (de) ; mais surtout il découvrit au cours de ses études l'art des critiques les plus en vue du monde germanophone, au premier rang desquels Maximilian Harden, Fritz Mauthner et Paul Schlenther (de). Il reçut aussi les conseils d'acteurs, dont Albert Bassermann, Jakob Tiedtke et Richard Leopold (de). 

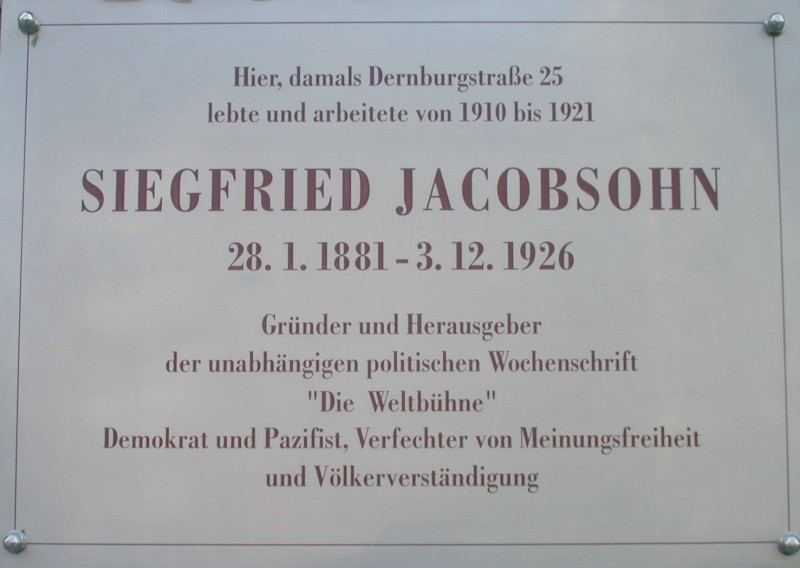
Plaque commémorative en hommage à Siegfried Jacobsohn

Il était encore étudiant lorsqu'Hellmut von Gerlach le recruta pour tenir la rubrique théâtrale de l’hebdomadaire berlinois Die Welt am Montag. « Ce jeune homme, se souvenait plus tard Gerlach, passait littéralement toutes ses soirées d'étudiant au théâtre. Il connaissait par cœur le répertoire de chaque comédien, et tout ce qui s'était écrit sur le milieu de la scène. Avec ça une sûreté de jugement à peine imaginable à un tel âge. Un vrai phénomène! » (Frankfurter Zeitung, 8 novembre 1926, édition du matin).
Le premier compte-rendu de Jacobsohn parut en mars 1901 dans le Welt am Montag. Au mois de juin 1902, il fut promu rédacteur avec un contrat de trois ans, et au mois de septembre 1902, il devenait responsable de la rubrique théâtrale du quotidien viennois Die Zeit. 
Il s'imposa bientôt comme un dénonciateur du dilettantisme de scène et n'hésita pas à s'en prendre dès 1902 au manifeste « L'ensauvagement de la critique » (Die Verrohung in der Theaterkritik) d'Hermann Sudermann, proclamant le Berliner Tageblatt « foyer de la corruption artistique. » Mais au mois de novembre 1904, la rédaction de ce journal de la presse Mosse se vengea de Jacobsohn en lui imputant deux plagiats. Il expliqua les ressemblances avec des passages d'articles du critique Alfred Gold (de) par le fait qu'en travaillant à son livre Das Theater der Reichshauptstadt, « les mots, images et phrases d'autres auteurs qu'il avait lus restaient dormants dans son souvenir, prêts à se réveiller à la moindre association d'idées ». Malgré l'appui de Maximilian Harden et d'Arthur Schnitzler, qui ne croyaient pas devoir considérer la reprise de formules passe-partout comme un délit intellectuel, le Welt am Montag préféra se séparer de son jeune collaborateur.
Au terme d'un voyage de plusieurs mois à travers l'Europe qui l'emmena de Vienne à Paris en passant par Rome, il s'en revint à Berlin à la fin mai 1905 avec un projet de journal entièrement consacré au théâtre. Le premier cahier de ce magazine, dont le nom faisait allusion au mot de Friedrich Schiller « Le théâtre comme institution morale » (Die Schaubühne als moralische Anstalt betrachtet), parut dans les kiosques le 7 septembre 1905. Ses principaux collaborateurs étaient Julius Bab, Willi Handl (de), Alfred Polgar, Robert Walser (à partir de 1907), Lion Feuchtwanger (en 1908), Herbert Ihering (en 1909), Robert Breuer (de) (en 1911) et Kurt Tucholsky (en 1913).

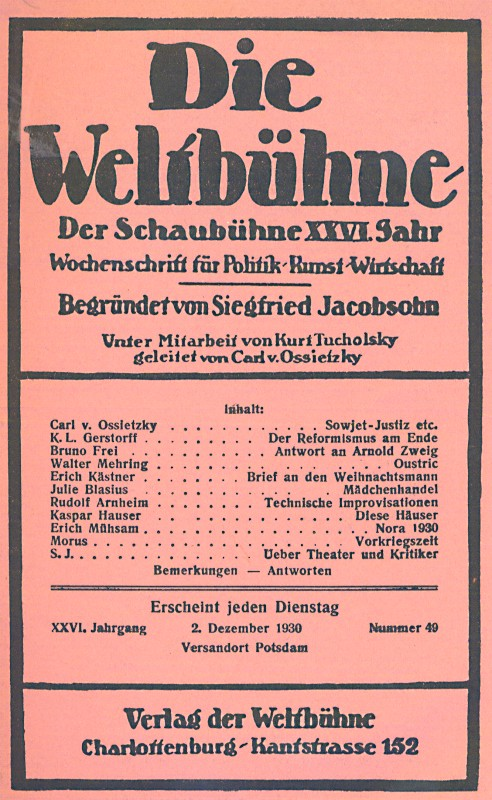
Une de la Weltbühne du 2 décembre 1930

À partir de 1913, Jacobsohn ouvrit son « canard » (Blättchen) aux questions politiques. Au mois d'avril 1918 , il changea son titre pour celui de Die Weltbühne (« Scène du Monde ») et en fit un forum de la gauche pacifiste allemande. Cette nouvelle orientation du journal entraînait immanquablement un renouvellement de la rédaction : tandis que Polgar et Tucholsky confirmaient leur importance au sein du journal, de nouvelles plumes rejoignirent l'équipe, comme l'éditorialiste politique Kurt Hiller (en 1915), le spécialiste de l'économie planifiée Alfons Goldschmidt (de)(1917), le satiriste Hans Reimann (1917), Otto Lehmann-Rußbüldt (cofondateur de l'Association Pacifiste allemande ; 1918), le social-démocrate Heinrich Ströbel (1919-20), le critique d'art Adolf Behne (1920), l'écrivain Walter Mehring (1920), l'économiste Richard Lewinsohn (1921), les éditorialistes Friedrich Sieburg (1921) et Carl von Ossietzky (1926).
En tant que critique de théâtre, Jacobsohn, par son opposition au Naturalisme et son admiration pour l'art de la mise en scène de Max Reinhardt, qu'il plaçait bien au-dessus d'Otto Brahm (de), se situait aux antipodes d'un Alfred Kerr ; toutefois il désapprouva la critique que Reinhardt fit du théâtre en plein air, exprimée en 1919 à l'occasion de l'inauguration du cirque Schumann à Berlin. Après la Grande Guerre, il mit tous ses espoirs en Leopold Jessner, tenant de l'Expressionnisme placé à la direction du Staatliches Schauspielhaus de Berlin, et donna des recensions détaillées des mises en scène de Ludwig Berger, Jürgen Fehling (de), Heinz Hilpert, Berthold Viertel et Erwin Piscator.
Les auteurs favoris de Jacobsohn (si l'on excepte les classiques, au premier rang desquels il plaçait William Shakespeare), furent au début Hugo von Hofmannsthal et Arthur Schnitzler ; mais les espoirs qu'il nourrissait pour le théâtre néoromantique ne se concrétisèrent jamais, ce qui explique sans doute en partie sa politisation croissante à partir de 1913. Hormis les pièces de Georg Kaiser et d'Ernst Toller, il jugea très sévèrement l’Expressionnisme, estimant (Schaubühne, 14 mars 1918) qu'« il y a décidément fort peu de vraie poésie chez tous nos Modernes. »
Jacobsohn, mort brutalement d'une crise d'épilepsie en décembre 1926 a été inhumé au cimetière de Stahnsdorf, au sud de Berlin. Il avait épousé en 1915 la traductrice Edith Jacobsohn née Schiffer, qui sauva bien des fois son journal d'un désastre financier. Ils ont eu un fils, Peter Jacobsohn (1916–1998).

## Œuvres
- Das Theater der Reichshauptstadt, München: Albert Langen 1904.
- Max Reinhardt, Berlin: Erich Reiß 1910.
- Der Fall Jacobsohn, Berlin: Verlag der Schaubühne 1913.
- Die ersten Tage, Konstanz: Reuß & Itta Verlagsanstalt 1916.
- Das Jahr der Bühne, 10 Bde., Berlin: Oesterheld & Co. 1912-1920, Verlag der Weltbühne 1921.
- Max Reinhardt, 4. und 5. völlig veränderte Auflage, Berlin: Erich Reiß 1921.
- Briefe an Kurt Tucholsky 1915-1926, hrsg. von Richard von Soldenhoff, München, Hamburg 1989.
- Gesammelte Schriften, hrsg. von Gunther Nickel und Alexander Weigel in Zusammenarbeit mit Hanne Knickmann und Johanna Schrön, Göttingen: Wallstein 2005.